# Nina Cielabuk
Nina Piatrouna Cielabuk (biał. Ніна Пятроўна Целябук, ros. Нина Петровна Телебук, Nina Pietrowna Tielebuk; ur. 29 marca 1942 w Zawierszanach) – białoruska lekarka, ekonomistka i polityczka, deputowana do Rady Najwyższej Republiki Białorusi XIII kadencji, w latach 1996–2000 deputowana do Izby Reprezentantów Republiki Białorusi I kadencji.

## Życiorys

### Młodość i praca
Urodziła się we wsi Zawierszany, na terytorium okupowanym przez III Rzeszę, w ówczesnym Komisariacie Generalnym Wołyń i Podole, w Komisariacie Rzeszy Ukraina. W 1969 roku ukończyła Mińską Państwową Akademię Medyczną uzyskując wykształcenie lekarki, w 1993 roku – Białoruski Państwowy Instytut Gospodarki Narodowej uzyskując wykształcenie ekonomistki menedżerki. Pracowała w Szpitalu Miejskim w Żodzinie, najpierw w latach 1969–1976 jako akuszerka, a następnie w latach 1990–1996 jako ordynatorka. W latach 1990–1996 była lekarką naczelną Żodzińskiego Miejskiego Zespołu Opieki Zdrowotnej. W latach 1995–1996 była członkinią Partii Ogólnobiałoruskiej Jedności i Zgody. 

### Działalność parlamentarna
W drugiej turze uzupełniających wyborów parlamentarnych 10 grudnia 1995 roku została wybrana na deputowaną do Rady Najwyższej Republiki Białorusi XIII kadencji z żodzińskiego-autazawodskiego okręgu wyborczego nr 208. 19 grudnia 1995 roku została zarejestrowana przez centralną komisję wyborczą, a 9 stycznia 1996 roku zaprzysiężona na deputowaną. Od 23 stycznia pełniła w Radzie Najwyższej funkcję członkini Stałej Komisji ds. Ochrony Zdrowia, Kultury Fizycznej i Sportu. Należała do frakcji „Związek Pracy”. Od 3 czerwca była członkinią grupy roboczej Rady Najwyższej ds. współpracy z parlamentem Ukrainy. Poparła dokonaną przez prezydenta Alaksandra Łukaszenkę kontrowersyjną i częściowo nieuznaną międzynarodowo zmianę konstytucji. 27 listopada 1996 roku przestała uczestniczyć w pracach Rady Najwyższej i weszła w skład utworzonej przez prezydenta Izby Reprezentantów Zgromadzenia Narodowego Republiki Białorusi I kadencji. Pełniła w niej funkcję członkini Komisji ds. Pracy, Spraw Socjalnych, Ochrony Zdrowia, Kultury Fizycznej i Sportu. Zgodnie z Konstytucją Białorusi z 1994 roku jej mandat deputowanej do Rady Najwyższej zakończył się 9 stycznia 2001 roku; kolejne wybory do tego organu jednak nigdy się nie odbyły. Jej kadencja w Izbie Reprezentantów zakończyła się 21 listopada 2000 roku.

## Życie prywatne
Nina Cielabuk jest wdową, ma dwoje dzieci.